# 지그재그 의자

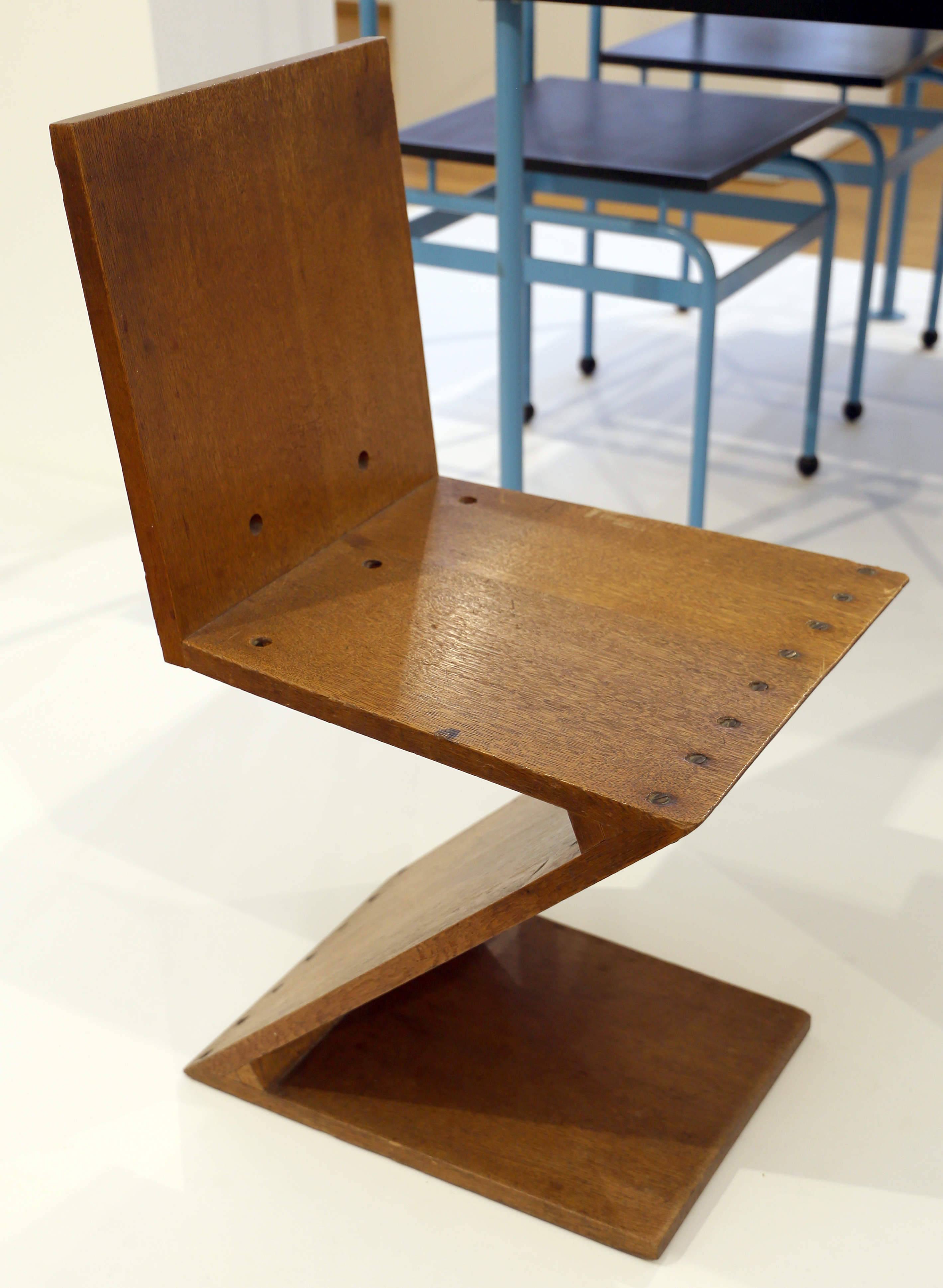

지그재그 의자(Zig-Zag Chair)는 1934년에 헤릿 리트헬트가 디자인한 의자이다.
의자 다리 없이 나무 판때기 네 장을 열장이음으로 연결하여 Z 모양의 의자를 만든 미니멀리스틱한 의자이다. 현재 카시니아 S.p.A.에서 생산하고 있다.

## 같이 보기
- 적청의자

## 참고 자료
- About the Zig Zag-stolen om www.bonluxat.com 보관됨 2013-08-24 - 웨이백 머신, read 2012-01-09
- About the Zig Zag-stolen on www.modernfurnituredesigners.interiordezine.com, read 2012-01-09